# (26733) Nanavisitor
(26733) Nanavisitor (2001 HC16) – planetoida z pasa głównego asteroid okrążająca Słońce w ciągu 4 lat i 73 dni w średniej odległości 2,6 j.a. Została odkryta 22 kwietnia 2001 roku w Desert Beaver Observatory w Arizonie przez W. K. Y. Yeunga, kanadyjskiego astronoma urodzonego w Hongkongu. Nazwa planetoidy pochodzi od nazwiska aktorki Nany Visitor, odtwarzającej postać bajoranki major Kiry Nerys w serialu telewizyjnym Star Trek: Deep Space Nine.